# Рапай Микола Павлович
Рапа́й Мико́ла Па́влович (13 грудня 1928 - 20 червня 2021) — український скульптор.

## Життєпис
Микола Рапай народився 13 грудня 1928 в с. Новоукраїнка Краснодарського краю РРФСР .
У 1951 році закінчив Одеське художнє училище, а 1958 року — Київський державний художній інститут, де навчався у скульптора Михайла Лисенка. У 1963 році вступив до Національної спілки художників України, товариш Георгія Якутовича та Сергія Параджанова. Дружина — відома керамістка Ольга Рапай.
У 1993 році отримав звання заслуженого діяча мистецтв України.
Учасник численних всесоюзних та міжнародних виставок. Роботи зберігаються в багатьох музеях України, Росії, приватних колекціях, зокрема й за кордоном.

За спогадами кінорежисера Романа Балаяна:
«На Малій Житомирській, 14 була майстерня мого товариша, скульптора Миколи Рапая, автора пам'ятників Лесю Курбасу, Михайлу Булгакову, Анатолію Солов'яненку, багатьох київських меморіальних дошок. Хто там тільки не гостював! Микита Міхалков, Олег Янковський, Олександр Абдулов, італійські кінематографісти — зараз усіх і не згадаю. Уявіть: у самому центрі Києва, у дворі майстерні, ми смажили шашлики. Бувало, пригощали перехожих, які заходили за малою потребою у підворіття — і потрапляли на вечірку із кінозірками. Щоправда, мангал у нас періодично викрадали. Останній на моїй пам'яті ми прикували товстим ланцюгом і його все одно забрали».

## Творчість
- Портрет Ю. Титова (1967)
- Портрет Д. Павличка
- Портрет М. Дерегуса
- Портрет Леся Курбаса (1987)
- Портрет Д. Лідера (1987)
- Портрет В. Саєнко (1991)
- Портрет Вольфганга Амадея Моцарта (1991)
- Скульптура «Врожай» (1960)
- Скульптура «Колгоспниця» (1961)
- Скульптура «Ярослав Мудрий» (1996)
- Скульптура «Ранок» (1998)
- Пам'ятник «Євангелісти» (1996)
- Пам'ятник Анатолію Солов'яненку (2001 р., м. Київ)
- Пам'ятник Лесю Курбасу (2002 р., м. Київ)
- Пам'ятник Михайлу Булгакову (2007 р., м. Київ)
- Пам'ятник Шулявській республіці (1985 р., м. Київ)
- Погруддя Олега Антонова
- Погруддя Олескандра Шалімова
- Погруддя Миколи Глущенко
- Меморіальна дошка Гришкові Михайлу Степановичу (1981  р., Київ, вул. Хрещатик, 15)
- Меморіальна дошка Затонському Володимирові Петровичу (1984  р., Київ, бул. Тараса Шевченка, 14, демонтована)
- Меморіальна дошка Волошину Максиміліану Олександровичу (2007  р., Київ, бул. Тараса Шевченка, 22-24)
- Меморіальна дошка Пастернаку Борису Леонідовичу (2008 р., Київ, вул. В'ячеслава Липинського , 9)
- Меморіальна дошка Субботіну Серафиму Івановичу (1981  р., пр-т Академіка Палладіна, 32)
- Меморіальна дошка Вертинському О. М. (1995  р., Київ, вул. Володимирська, 43)
- Меморіальна дошка Стражеску М. Д. (1992 р., Київ, вул. Володимирська, №  48а)
- Меморіальна дошка Параджанову С. Й. (1992  р., пр-т Перемоги, 1)
- Меморіальна дошка Лесю Курбасу (1987  р., Київ, вул. Прорізна, 17)
- Меморіальна дошка Пригарі М. А. (1990, Київ, вул. Богдана Хмельницького, 68)
- Анотаційна дошка на честь дружби міст Києва та Кіото (1981, Київ, вул. Кіото, 19)

## Галерея

Пам'ятник Анатолію Солов'яненку в Києві
Пам'ятник Лесю Курбасу в Києві
Пам'ятник Шулявській республіці в Києві
Меморіальна дошка Гришкові М.С.
Меморіальна дошка Затонському В.П. (демонтована)
Меморіальна дошка Волошину М.О.
Меморіальна дошка Пастернаку Б.Л.
Меморіальна дошка Субботіну С.І.
Меморіальна дошка Вертинському О.М.
Меморіальна дошка Стражеску М.Д.
Меморіальна дошка Параджанову С.
Меморіальна дошка Лесю Курбасу
Меморіальна дошка Пригарі М.